# Batman: Return of the Joker
Batman: Return of the Joker, i Japan känt som Dynamite Batman (ダイナマイトバットマン Dainamaito Battoman?), är uppföljaren till Sunsofts första Batmanspel till NES. Medan det förra spelet var baserat på 1989 års Batman-film i regi av Tim Burton, är Return of the Joker främst baserat på samtida serietidningsversioner, även om Batman kör runt i Batmobilen som den ser ut i 1989 års film. En remake vid namn Batman: Revenge of the Joker utgavs till Sega Mega Drive av Ringler Studios 1992. En version utgavs även till Game Boy. En SNES-version var under utveckling, men utgavs aldrig.

### Fotnoter
1. ↑  Batman: Return of the Joker Moby Games
2. 1 2 3  ”Batman: Return of the Joker”. NES DB. 28 februari 1991. Arkiverad från originalet den 11 mars 2015. https://web.archive.org/web/20150311182802/http://www.nesdb.se/game_more.php?id=142&rid=1. Läst 19 april 2014.